# 山形マット死事件
山形マット死事件（やまがたマットしじけん）は、1993年（平成5年）1月13日に、山形県新庄市の新庄市立明倫中学校1年生の男子生徒A（当時13歳）が、用具室に立てて置かれていたマットの中に逆さに突っ込まれ、窒息死しているのが発見された事件。俗に「マット死事件」「マット事件」「明倫中事件」とも呼ばれる。

## 経緯

### 事件まで
Aの一家は事件の17年前に新庄市に移住してきたが、「新参者」扱いをされており、山形弁を使わない・友達を「さん」付けで呼ぶ・趣味が違うといった理由から、周囲から反感を買っていた。Aも「なまいき」とされて日常的にいじめられており、生徒たちの証言によれば、小学校高学年の頃からいじめは始まっていた。
中学校に入ってからは、教室で下着を脱がされる、上級生から歌などの芸を命じられる、殴られるなどしており、いじめの事実は多くの級友らが知っていた。事件前年の1992年（平成4年）の夏頃には、部活動でいじめを受けた経験のある兄（当時中学3年生）が「部活でいじめられていないか」とAに尋ねると、Aは「いじめられてもギャグを言って切り抜けているから大丈夫」と答えている。また同年9月に催された集団宿泊研修では、Aは顔を腫らして帰宅しており、家族は学校へ「いじめられているのではないか」と相談した。学校側はAから事情を聞いたが、いじめられていると認めなかったため放置している。

### 事件発生
1993年（平成5年）1月13日、Aは放課後に部活のために体育館へ行ったところ、館内で上級生らから「金太郎」の歌に合わせて身振り手振りをする芸をさせられた。午後4時40分頃、館内の用具室の前で、7人の生徒から芸を強要されるが拒否したため、室内へ連れ込まれ、頭を殴ったり、足で蹴ったりの暴行を受けた。
その後、Aはマットの中に頭から突っ込まれ、そのまま窒息死した。家族が午後7時過ぎになって学校へ問い合わせ、教師が遺体を発見した。遺体の顔には殴られたような皮下出血があり、大きく腫れ上がっていたほか、手と足には打撲の跡があった。死因は窒息死であったが、頭蓋骨も陥没・骨折していた。
1月18日、警察は生徒3人を逮捕、4人を補導。警察の事情聴取ではこれら計7人の生徒は「Aくんに暴行を加えてマットに押し込んだ」と認めていた。

## その後

### 中学校側
学校が事件直後に実施した無記名アンケートでは、300人超の生徒のうち17名が、Aへのいじめを「見たことがある」と回答している。ただし、「暴行があった」という生徒はいなかった。また、事件当時体育館にいた約50人の生徒の殆どが「知らない。見ていない」と非協力的で、8月24日の「スーパーモーニング」（テレビ朝日系列）のインタビューでは、同中学校の生徒が「やった（いじめた）生徒もかわいそう、遊びだったのでは？」「自分でマットに入ったのでは？」と答えている。
事件直後、校長はいじめの存在や、Aの親からいじめの相談を受けていたことを否定。生徒に口止めをする教師もいた。しかし生徒7人が逮捕・補導されると、校長は一転して事実を認めた。同年3月9日、校長は管理責任を問われ20日間の停職処分を受け、少年審判中には退職。教頭・Aのクラブ顧問も転出し、担任教諭は別の県で教壇に立つことになるなど、多くの教師が異動した。

## 裁判

### 少年審判
逮捕・補導された7人は、事件が家庭裁判所に移る段階から、全員が自白と証言を翻し、アリバイを主張して否認を始めた。被疑者側の弁護団は「Aくんは、ひとり遊びをしていて自分からマットに入って死んだ」との仮説を立てている。
1993年（平成5年）3月26日、1人に対し山形県中央児童裁判所の行政処分（児童福祉による在宅指導）が下された。また8月23日に山形家庭裁判所は3人に「犯罪事実なし」と無罪判決（=不処分）を下した。
9月14日、山形家裁は残る3人に有罪判決（=保護処分）を下した。9月16日に3人は抗告したが、11月29日には高等裁判所により棄却され、また家裁の判定を覆し、3人のアリバイを否定、7人全員が事件に関与していたと判断した。
11月30日、仙台高等裁判所は3人のうち2人を初等少年院送致とし、1人を教護院（現・児童自立支援施設）送致の保護処分とした。抗告が再度行われたが翌1994年（平成6年）3月1日に最高裁で棄却され、10月14日には再保護処分取り消し請求も棄却されている。

### 民事裁判
1995年（平成7年）12月16日に、Aの両親は少年7人と新庄市に対して、慰謝料など1億9,300万円の損害賠償を求める民事訴訟を起こした。
2002年（平成14年）3月19日、山形地裁は原告側の訴えを退けた。この判決では7人のうち一部の生徒によるAへの日常的ないじめがあったことを認める一方、いじめの存在と事件との関係を否定している。
生徒の両親は仙台高裁に控訴し、2004年5月28日、仙台高裁は一審判決を取り消し、少年7人に5760万円の支払いを命じた。少年らは上告するが2005年9月6日に最高裁は上告を棄却、元生徒7人全員が事件に関与したと判断したため、約5760万円の支払いを命じ不法行為認定が確定した。原告側の代理人弁護士によると、結審から10年を経過した2015年時点で任意の支払いに応じた元生徒はいないという。
損害賠償請求権は、2015年9月には10年間の時効にかかることから、その前に時効の中断の手続として元生徒7人のうち4人には債権の差し押さえ等の措置がとられたが、3人については勤務先の会社が分からないなどの理由で手続が進まなかったため損害賠償請求権の時効を中断させるための提訴が行われた。
2016年8月23日、損害賠償金の支払いを遺族が求めた裁判の判決が下り、請求通り支払いを行うよう元少年2人（元少年1人に関しては給料の差し押さえにより訴えを取り下げている）に対して請求通り支払いをするように命じた。

## 自白の変容
上記の自白に頼った捜査により、取り調べ段階においての捜査関係者と容疑者少年との信頼形成に失敗したとされる。公判開始の後、被告少年側は「自白は強制されたもの」と供述を翻した。それに対し警察・検察側は、自白のみで物証が乏しかったため「事件当時に被告少年が確実に現場の体育館にいた証拠」などを提示することが困難となり、「被告少年側がかねてより被害者をいじめていた」といった状況証拠を積み重ねた法廷戦略を取らざるを得なくなった。
被告側は冤罪を主張する人権派弁護士による大規模な弁護団を結成したことで、警察の捜査体制の不備を突いた法廷戦略を取った。民事裁判一審中の1996年10月からは、日本国民救援会山形県本部が加害者7人の冤罪を主張して支援を開始し、2002年7月からは国民救援会中央本部が同じく支援を開始した。これらの経緯により、判決が有罪と無罪の間を揺れ動くこととなった。自白偏重という捜査上の問題のみならず、加害者の人権を重視するあまり、被害者の人権および遺族の心情を軽視するという側面が社会問題となる契機ともなった。

## 地域性の問題
死亡した男子生徒の一家は事件の約15年前に新庄市に転入し、地元で幼稚園を経営する仲睦まじく裕福な一家であった。一家全員が標準語を話すことも重なり、閉鎖的な地域性からこの一家に対しての劣等感や妬みで、「よそ者」扱いにするいわゆる村八分的な環境にあったとするテレビ、新聞等の報道がなされた。事件後も、「いろいろなつながりがあるせまい町に住む人たちにとって、表に出たら事件のことを一言も口にしないこと」が続き、当事件の関連記事連載中、朝日新聞山形支局の記者たちは取材現場で「まだ取材しているのか」「そっとしておいてくれ」となんども追い返されて、さらに学校の関係者を名のる複数の人物から「いまさら騒ぎたてるな」と抗議をうけたことを明らかにしている。
Aの一家への誹謗中傷も行われ、家の塀に「殺してやる」と落書きされる、「あそこの育て方なら当然」「ケンカ両成敗、いじめられるには、それなりの理由がある」と言われるなどし、兄も通学中に「おまえ、弟が殺されてよく平気で外を歩けるな」と言われる、妹も数人に取り囲まれ「兄ちゃん、殺されてうれしいか」と言われている。
社会学者の内藤朝雄も明倫学区でのフィールドワークにて、死亡した男子生徒の家族に対する様々な誹謗中傷を行う住民の声を聞いたと述べ、この地域に関する問題の根深さを指摘している。